# Osbeckia nepalensis
Osbeckia nepalensis är en tvåhjärtbladig växtart som beskrevs av William Jackson Hooker. Osbeckia nepalensis ingår i släktet Osbeckia och familjen Melastomataceae.

## Underarter
Arten delas in i följande underarter:
- O. n. albiflora
- O. n. poilanei